# Wingo (Kentucky)
Wingo é uma cidade localizada no estado americano de Kentucky, no Condado de Graves.

## Demografia
Segundo o censo americano de 2000, a sua população era de 581 habitantes.
Em 2006, foi estimada uma população de 599, um aumento de 18 (3.1%).

## Geografia
De acordo com o United States Census Bureau tem uma área de
2,4 km², dos quais 2,4 km² cobertos por terra e 0,0 km² cobertos por água.

## Localidades na vizinhança
O diagrama seguinte representa as localidades num raio de 24 km ao redor de Wingo.